# Sansa Stark
Sansa Stark szereplő George R. R. Martin amerikai író A tűz és jég dala című fantasy regénysorozatában, illetve annak televíziós adaptációjában, a Trónok harcában.
A könyvekben nézőpontkarakterként szereplő Sansa a Trónok harca (1996) című könyvben tűnik fel elsőként, mint Lord Eddard és Catelyn Stark második gyermeke, illetve legidősebb leánya. Sansa a következő három regényben – Királyok csatája (1998), Kardok vihara (2000), Varjak lakomája (2005) – is szerepet kap. Bár a Sárkányok tánca (2011) című ötödik kötetben nem szerepel, megerősítették visszatérését az előkészületben lévő Winds of Winter című folytatásba.
A HBO Trónok harca című televíziós sorozatában Sophie Turner brit színésznő alakítja Sansát (magyar hangja Dögei Éva). A szereplő televízióra adaptált változatát méltatták a kritikusok, a Rolling Stone magazin a sorozat 4. legnagyszerűbb karakterének választotta meg. A többi színésszel együtt 2012-ben, 2014-ben, 2015-ben és 2016-ban Turnert is Screen Actors Guild-díjra jelölték Legjobb szereplőgárda (drámasorozat) kategóriában.

## Személyisége
Eddard Stark legidősebb lánya, a tizenhárom éves Sansa leginkább az anyjára, Catelynre hasonlít, noha sokak szerint felnőve sokkal szebb lesz majd Catelynnél. Sansa egy kedves és udvarias lány, kiváló királynő válhatna belőle egyszer. A karaktere ellentétben áll a húgával, Arya Starkkal, akinek sokkal lázadóbb személyisége van.
Sansa eleinte szelíd kislány, aki szeret varrogatni, és nem vágyik másra, csak hogy egy jóképű király királynéja lehessen egy nap.
Viszont az évek során sok szörnyűség esik meg az eleinte ártatlan lánnyal. Végignézi apja kivégzését, Joffrey és későbbi férje, Ramsay is bántalmazzák és megalázzák, hozzákényszerítik Tyrion Lannisterhez. Petyr Baelish manipulálja. Szinte egész családját elveszti.
A rengeteg szenvedés megedzi Sansa személyiségét, aki ettől erősebb, karakánabb lesz. Sokkal függetlenebb lesz, saját kezébe veszi az irányítást, többször szembeszáll Havas Jonnal.

## Szerepe a Trónok harcában
|  | Alább a cselekmény részletei következnek! |

Sansa, az északi területeken, Deresben nevelkedik testvéreivel. Nagy fordulatot hoz az életében, amikor Robert király kinevezi az apját Eddard Starkot a Király Segítőjévé. Robert és Eddard még Északon megegyeznek, hogy eljegyzik egymással Joffreyt (Robert fiát) és Sansát. A lány repes az örömtől, de Joffrey nem nagyon foglalkozik vele. Sansa azonban olyan szerelmes, hogy nem veszi észre a trónörökös teljesen nyilvánvaló rosszindulatú viselkedését sem. Véleménye még azután sem változik, hogy Joffrey nyilvánvaló hazugsága nyomán rémfarkasát, Lady-t halálra ítélik, amit Eddard maga hajt rajta végre. Ezek után Eddard, Sansa, valamint Arya Királyvárba költöznek, hogy Eddard el tudja látni a segítői munkáját.
Miután Robert királyt halálra sebezte egy vadkan, Eddard küldeni akart egy levelet Stannis Baratheonnak, Robert legidősebb öccsének az igazságról (Robert három gyermeke nem tőle származik, hanem Jaime Lannistertől), ám a levelet elfogták, és őt árulás vétkével börtönbe zárták. Királyvárban apja elfogatása után Sansa könyörög Joffrey királynak, hogy kímélje meg az apja életét, és Cersei parancsára levelet ír, amiben Királyvárba hívja Robbot hűségesküje megerősítésére. Sansa jelen van, mikor apját felségárulásért kivégzik, de az eljegyzését Joffreyval nem bontják fel, túszként tartva a lányt Királyvárban. Az ifjú király kegyetlenül bánik vele, rendszeresen megfenyítteti a Királyi Testőrség tagjaival.
Miután Margaery Tyrlell megérkezése miatt felbontják Joffreyval jegyességüket, Tywin Lannister kívánságára összeadják Tyrion Lannisterrel, aki biztosítja, hogy nem viszi ágyba, míg ő nem akarja. A Királyvárban töltött idő alatt összebarátkozik a Tyrellekkel. Hamarosan Kisujj – Olenna Tyrell közreműködésével – titokban megmérgezi Joffrey királyt, majd az emiatt keletkezett felfordulás hevében kimenekíti Sansát. Együtt érkeznek Sasfészekbe. Itt Kisujj elveszi Lysa Arrynt, aki hamarosan féltékeny lesz Sansára, ezért Baelish kilöki a kapun. A lányt össze akarják adni Robin Arrynnal, Sasfészek urával, de ő felpofozza az erőszakos kisfiút.
Kisujjal Deresbe érkezik, ahol hozzá kell mennie a pszichopata és szadista Ramsay Boltonhoz. A férfi megvereti és megerőszakolja Sansát, aki találkozik a Ramsay által fogvatartott Theon Greyjoy-jal, akivel közösen készülnek elmenekülni. Amikor Stannis Baratheon serege megtámadja Derest, sikerül is a szökés a csata hevében. Elbúcsúzik Theontól, majd a keresésére küldött Brienne-nel tart a Falra. Itt hosszú idő után találkozik szeretett féltestvérével; Havas Jonnal, akinek a tanácsadójává válik, de a bizakodó Jon és a sok veszedelmet átélt, óvatos Sansa között gyakran nézeteltérés támad. Elindulnak megdönteni Ramsay uralmát. Jon és emberei már majdnem odavesznek, amikor Sansa megérkezik Kisujjal és a Völgy lovagjaival, és megsemmisítik a Bolton-sereget. A lány Ramsay-t bosszúból megeteti a saját kutyáival.
Mivel Jont Tyrion Sárkánykőre hívja, Sansa lesz Észak úrnője. Nemsokára Deresbe érkezik a húga; Arya, akivel nem képesek egymást megérteni. Miután leleplezik az áruló Kisujjat, Sansa parancsára kivégzi őt a második Stark lány. Havas Jon hamarosan bevonul Deresbe, méghozzá Daenerys Targaryen,  a trónkövetelő oldalán, akivel összeszerelmesedett. Sansának ez nem tetszik, nem akarja elismerni a hataloméhes Danyt. Amikor Jaime megérkezik Deresbe, Jonnal és a Sárkánykirálynővel együtt dönt a férfi sorsáról, aki Cersei parancsa ellenére nem kívánta a halálát, hanem meg akarta védeni.
A Mások megtámadják Derest, mialatt Sansának a kriptában kell helytállnia Tyrion mellett, ahol a holtak felébrednek az Éjkirály hatására. Végül a húga; Arya vet véget a csatának az Éjkirály megölésével. A hatalmas összecsapás végeztével Jon bevallja neki, amit Bran öccsüktől megtudott: ő igazából Lyanna Stark; Ned húga és Rhaegar Targaryen; Daenerys bátyja frigyéből született. Sansa, bár megígéri, hogy nem teszi, elárulja Tyrionnak a hírt, mivel aszerint Jont illeti a trón, és nem Daeneryst, és a lány megtanulta, hogy nem mindig a becsületes a célravezető út, hiszen olyan csavaros eszű személyektől tanult, mint Cersei és Kisujj. Azonban Jon nem akar király lenni Sansa bánatára. Miután viszont a férfi számára is egyértelművé válik, hogy a Sárkányok Anyja megőrült, átszúrja a szívét. Tyrion javaslatára Sansa öccse; Bran kerül a Vastrónra, aki kénytelen száműzni a gyilkossá vált Jont. Sansa vágya beteljesül: ő lesz a Hét Királyságból újonnan kivált Észak Királynője.
|  | Itt a vége a cselekmény részletezésének! |